# نفاسیت
نفاسیت یک شهرک در اریتره است که در منطقه دریای سرخ شمالی واقع شده‌است.

## خصوصیات
نفاسیت ۵٬۰۰۰ نفر جمعیت دارد و ۱٬۶۷۶٫۴۲ متر بالاتر از سطح دریا واقع شده‌است.